# Kobiór
Kobiór (deutsch Kobier) ist ein oberschlesisches Dorf in der Woiwodschaft Schlesien in Polen. Kobiór ist Sitz der Gmina Kobiór.

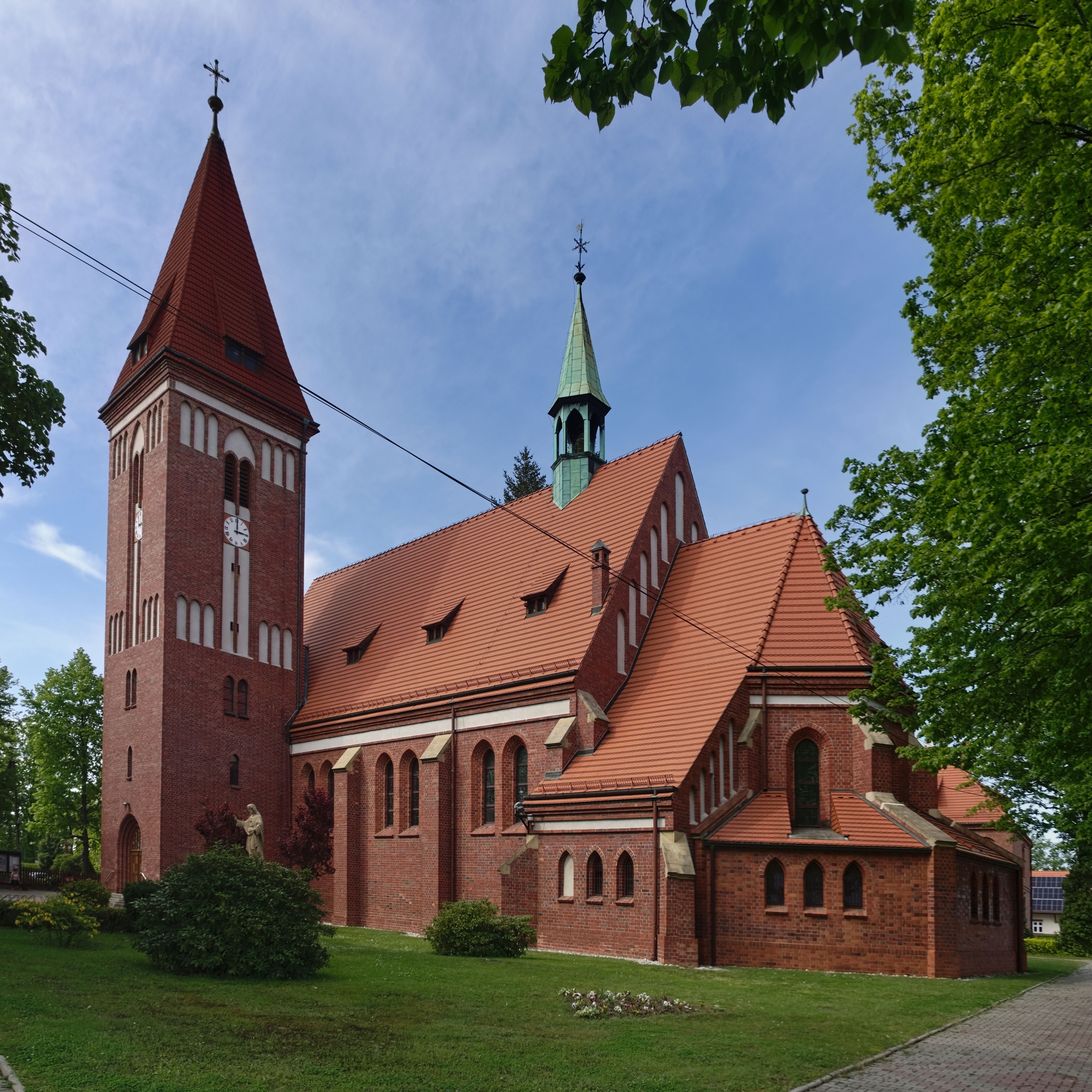
Mariakirche in Kobiór
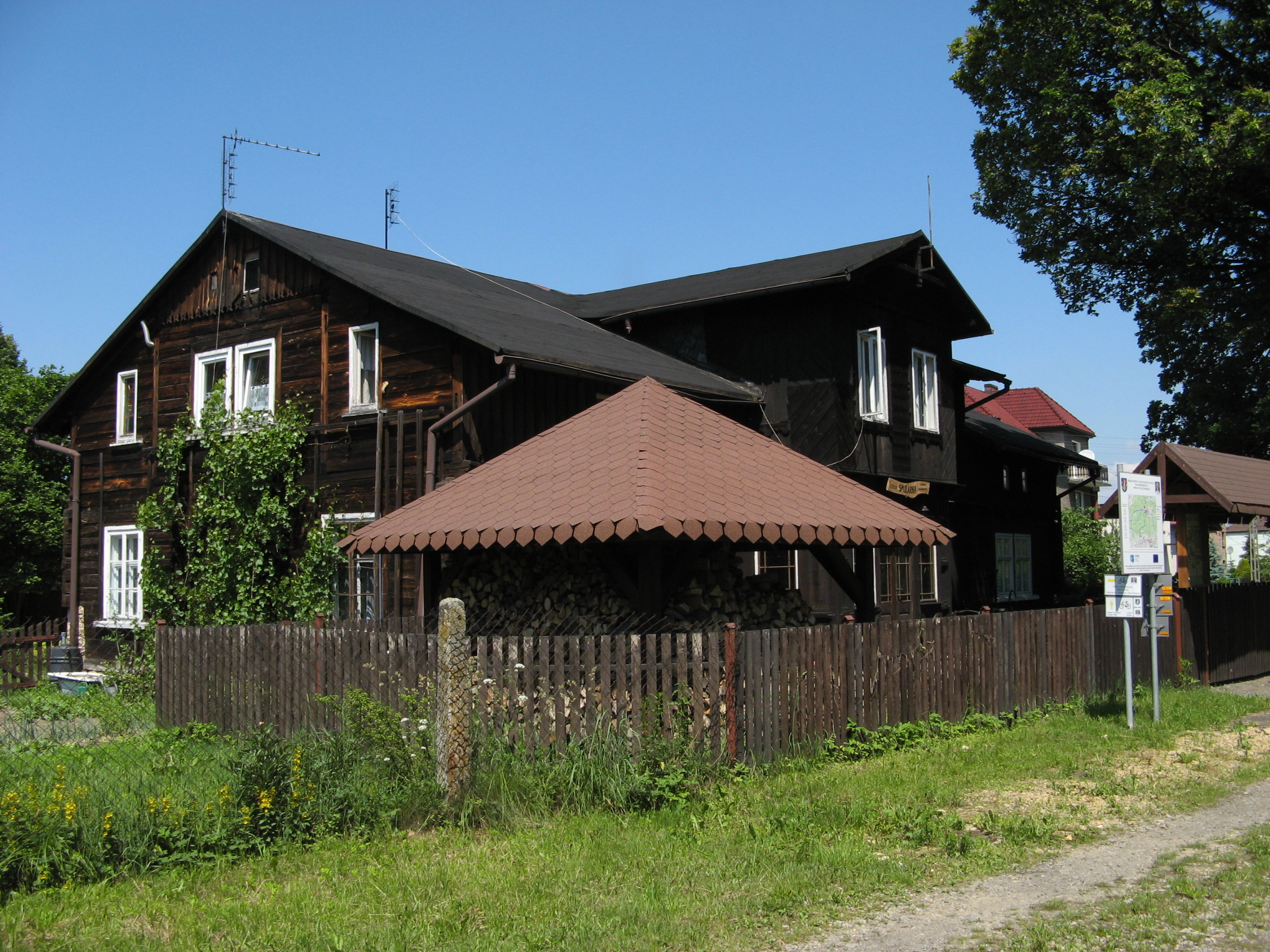
Teerbrennerei in Kobiór

## Persönlichkeiten
- Rudi Horn (* 1938), ehemaliger deutscher Schlagersänger, in Kobiór geboren.

## Partnerstädte
- Dobšiná, Slowakei
- Sajószentpéter, Ungarn
- Šternberk, Tschechien